# Saint-Luc/Chandolin
Saint-Luc/Chandolin est une station de ski de Suisse située sur les territoires des deux localités de Saint-Luc et de Chandolin, dans la commune d'Anniviers, dans le val d'Anniviers dans le canton du Valais.

## Domaine skiable
La majorité du domaine skiable est desservie par des téléskis de construction ancienne. Relativement moins exposé directement au soleil et aussi à plus haute altitude, le manteau neigeux dure comparativement plus longtemps dans la saison, que la station voisine de Crans-Montana, laquelle est située sur l'adret de la vallée du Rhône. La saison de ski se termine généralement fin avril.

### Chandolin
Le plus petit sous-domaine des deux stations est principalement desservi par le télésiège 4-places débrayable de Tsapé, qui part directement du pied de la station à l'altitude de 1 940 m au niveau du parking payant. De son arrivée, il est possible de rejoindre le téléski excentré de l'Illhorn, qui dessert les flancs de la montagne éponyme, jusqu'à 2 600 m. Le sous-domaine est relié au sous-domaine de Saint-Luc à l'aide du lent télésiège du Rotzé (qui sera remplacé pour la saison 2020-2021 par un télésiège fixe 4 place qui partira du bas de l'ancien téléski de la Cret de la Motte jusqu'à la station du haut du télésiège de la forêt). Le domaine freeride de Chandolin, avec ses nombreux couloirs, peut être atteint en remontée mécanique uniquement depuis Saint-Luc, via le téléski du col des Ombrintzes à 2 768 m.
Une piste de luge de 3,5 km et 500 m de dénivelé complète l'offre touristique à Chandolin, depuis le sommet du télésiège du Tsapé. 5 sentiers ont été aménagés pour la pratique de la raquette à neige.

### Saint-Luc
Un funiculaire de construction récente relie à grande vitesse le secteur d'altitude à Tignousa, depuis le parking payant situé à une extrémité de la station. Cette remontée mécanique est le symbole de la station. À Tignousa (2 180 m) - là où a été implanté l'observatoire astronomique François-Xavier Bagnoud - les pistes sont majoritairement faciles, et permettent de rejoindre les téléskis sommitaux. Il est ainsi nécessaire d’emprunter trois téléskis pour pouvoir rejoindre le sommet du domaine à la Bella Tola (3 025 m). De ces trois téléskis existe le plus long tire-fesse Poma de Suisse, le Pas de Bœuf, qui mesure plus de deux kilomètres de long. Cette partie excentrée du domaine offre des possibilités de pratique du ski hors-piste. Une très longue piste rouge part du sommet et rejoint, près de 1 300 m plus bas, le hameau du Prilet. De là part un skibus - toutes les 20 minutes en après-midi - pour rejoindre le départ du funiculaire. Le sous-domaine accueille un snowpark.
La station coopère au travers d'une offre forfaitaire commune avec les stations voisines de Grimentz, Zinal et Vercorin, mais aussi avec l'offre Valais SkiCard.
Pendant l'été, le télésiège Chandolin - Le Tsapé et le funiculaire Saint-Luc - Tignousa fonctionnent.
Un skibus relie - gratuitement pour les détenteurs d'un forfait de ski valide - les différentes stations de ski du Val d'Anniviers : Chandolin, Saint-Luc, Grimentz, Vercorin et Zinal via Vissoie.

Panorama depuis le sommet du téléski de Bella Tola, en février 2020.